# Citroën Prototype C
Les prototypes C de Citroën forment une gamme des véhicules conçus entre 1953 à 1956 sous la direction d'André Lefèbvre. Les travaux aboutissent au C10, dit parfois « Coccinelle », qui sera présenté au grand public en 1956.

## Présentation
La série des prototypes C vise à produire un véhicule très léger, qui serait plus moderne et plus petit que la 2 CV. Le projet cherche l'inspiration du côté de l'aéronautique : forme aérodynamique en goutte d'eau, masse concentrée sur l'avant, légèreté de la carrosserie en aluminium et compacité.
Le premier prototype, le C1, est construit en 1955. Le dernier, le plus abouti, est présenté en 1956 sous le nom C10. Il affiche un poids extrêmement réduit (382 kg), et limite son Cx à 0,258. Profitant d'une suspension hydropneumatique, il est animé par le petit 425 cm3 de la 2 CV AZ, qui lui permet d'atteindre 110 km/h en vitesse de pointe. L'accès à bord se fait par de grandes portes à l'ouverture scindée en deux (un vitrage en « papillon », et des bas de portes classiques), et l'aspect général, proche des « voitures bulles » de Messerschmitt comme la KR 175, lui vaudra le surnom de « Citroën Coccinelle ».
Soumis en interne à la concurrence de ce qui deviendrait l'Ami 6, plus conventionnelle, le projet est abandonné. Les ingénieurs se tournent alors vers le projet C60, qui aboutira sur la GS,.

## Galerie

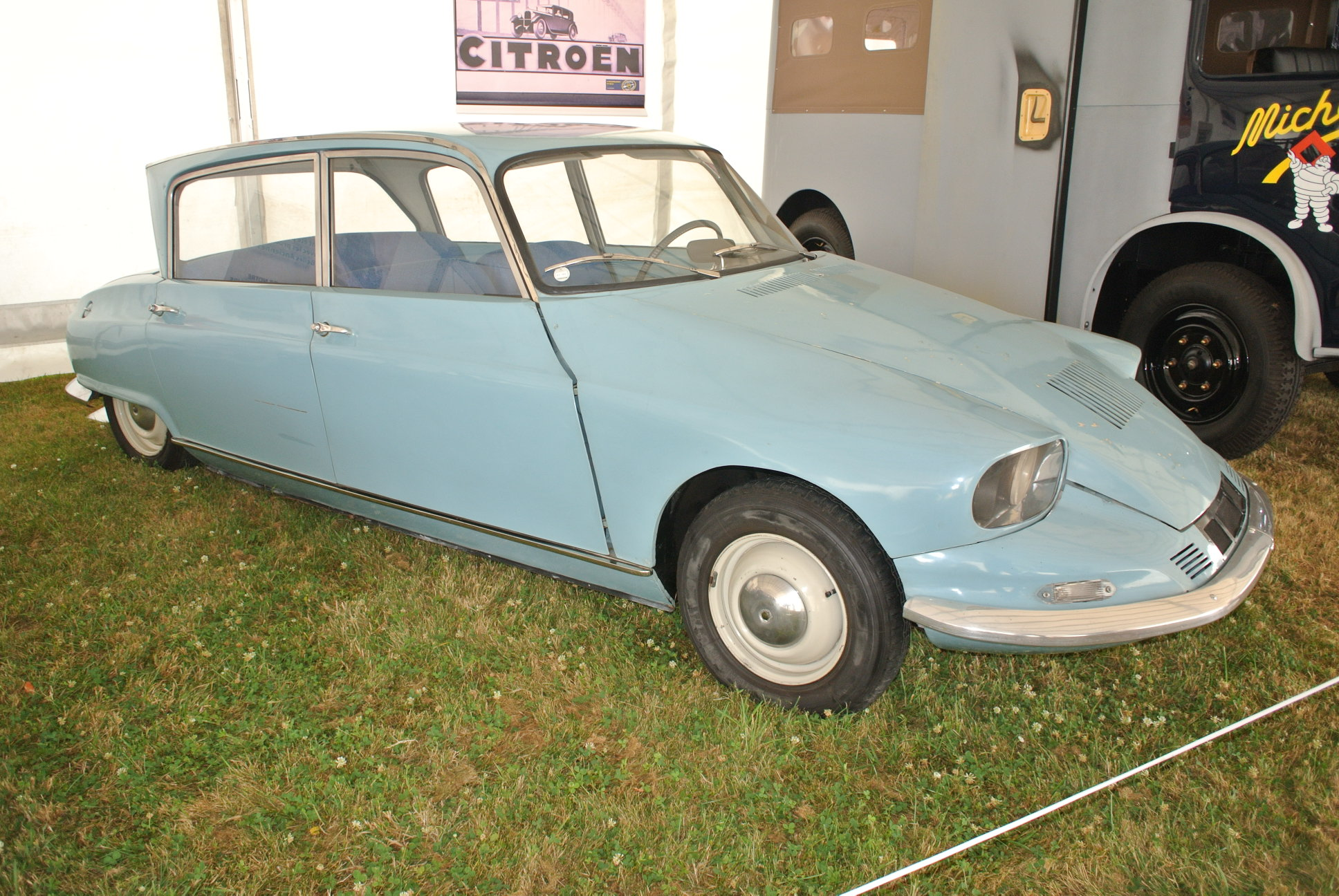
Prototype C60 présenté au rassemblement du centenaire en juillet 2019 à La Ferté Vidame

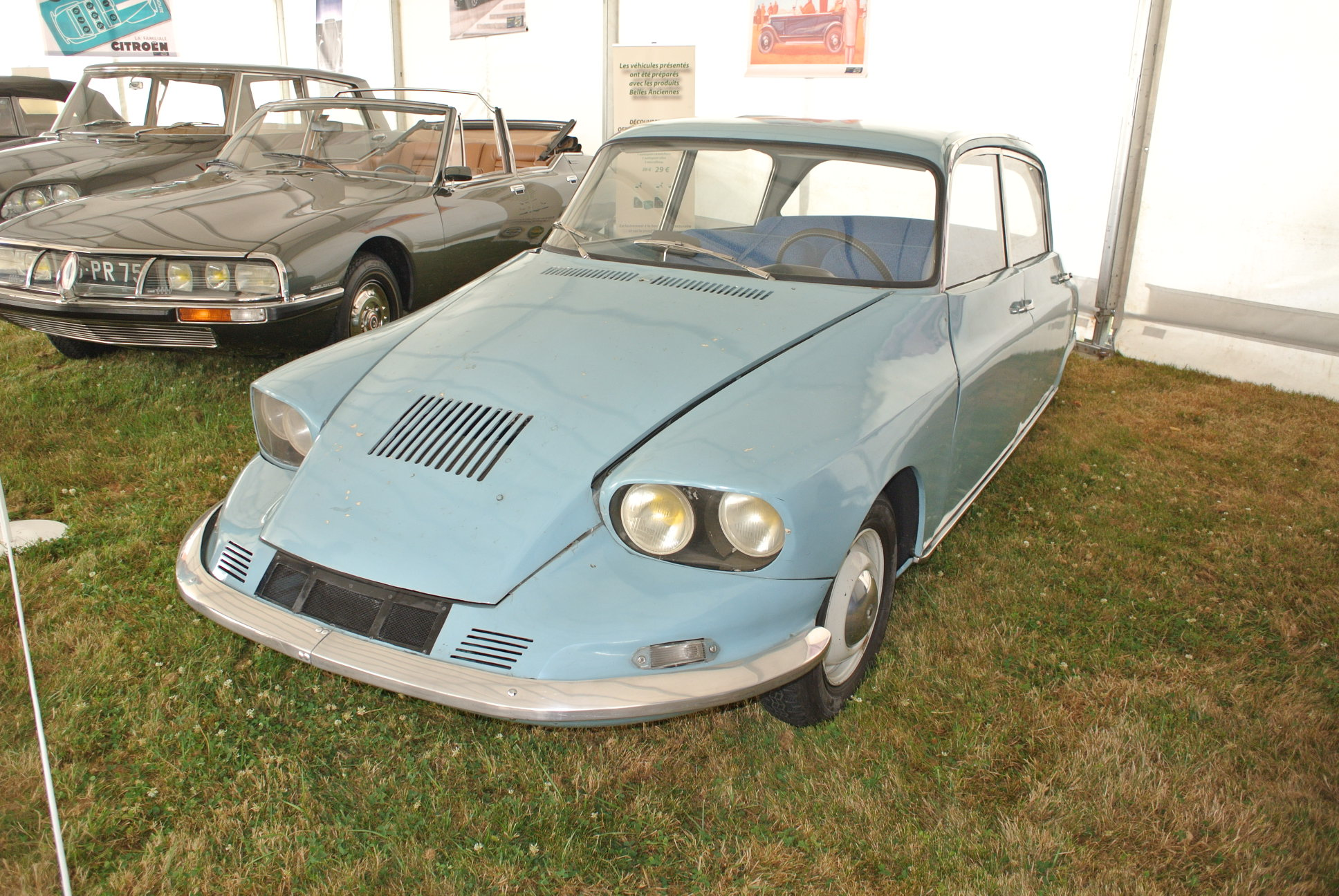
Prototype C60 présenté au rassemblement du centenaire en juillet 2019 à La Ferté Vidame

Citroën C10 au salon Rétromobile 2014
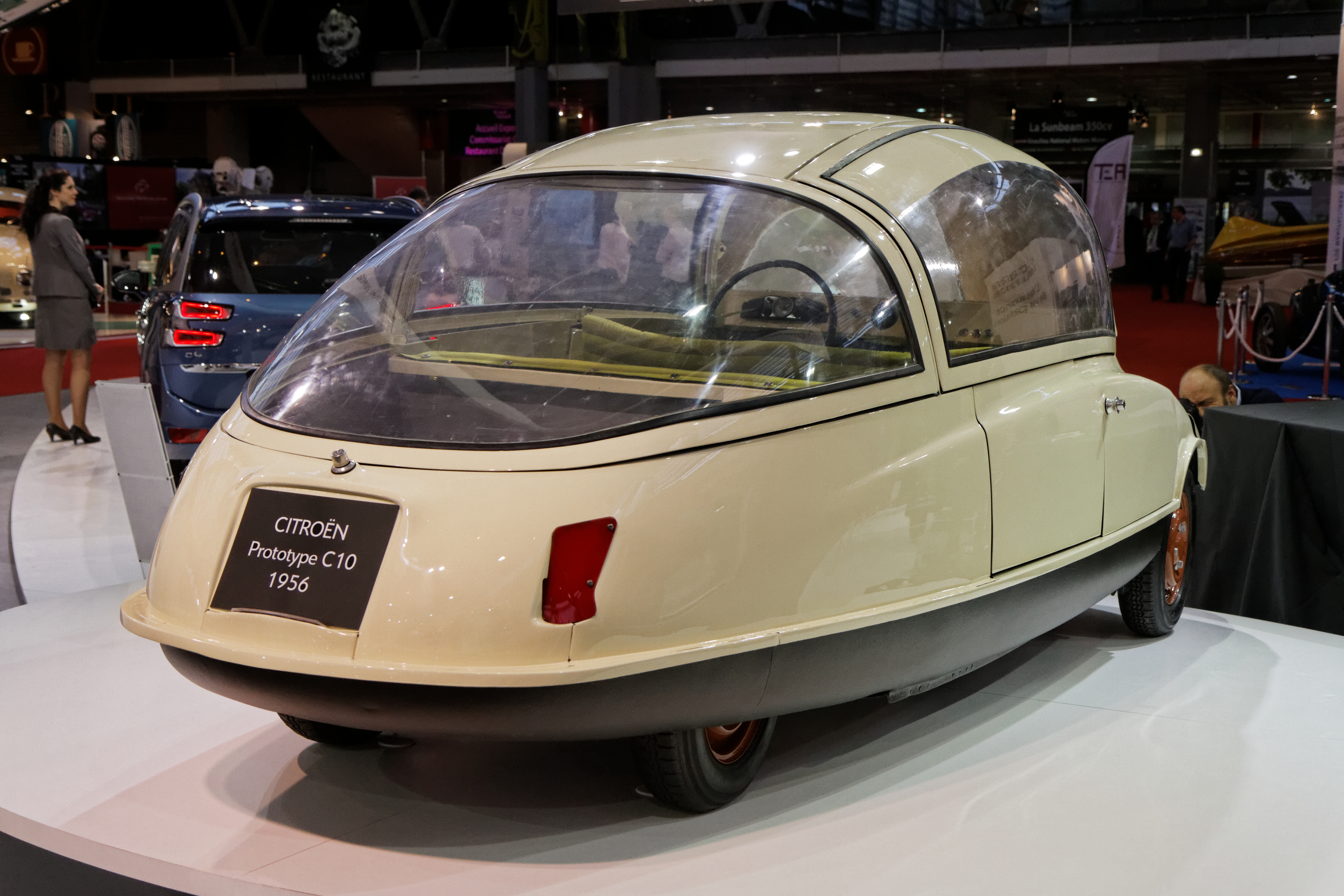
Vue arrière.
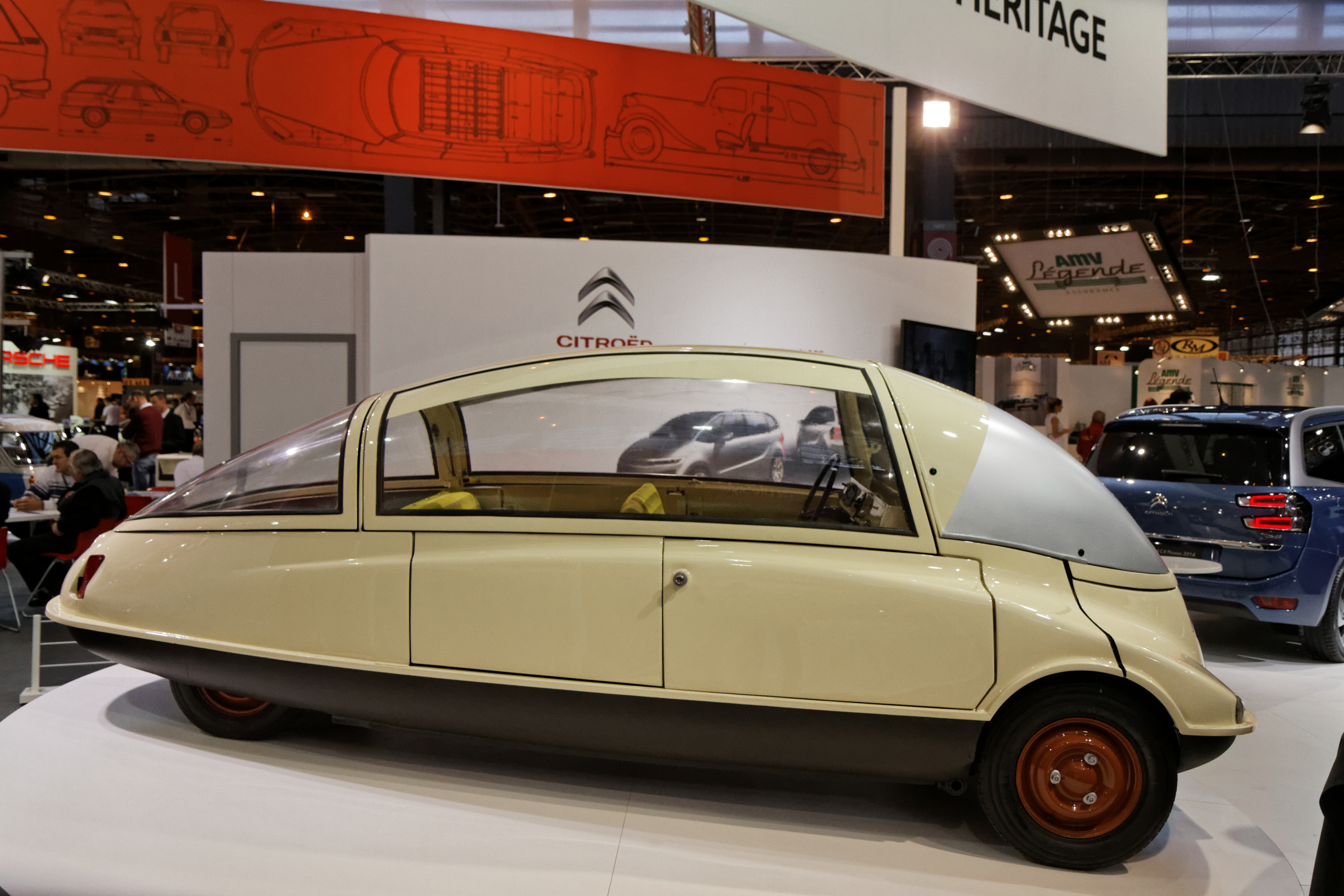
Vue de profil.

## Reproduction en Miniature (Modèle réduit de collection)
Modèle réduit réalisé par la société Momaco sous la marque Franstyle. La fabrication est de qualité, en résine à l'échelle 1/43.